# Else Christensen

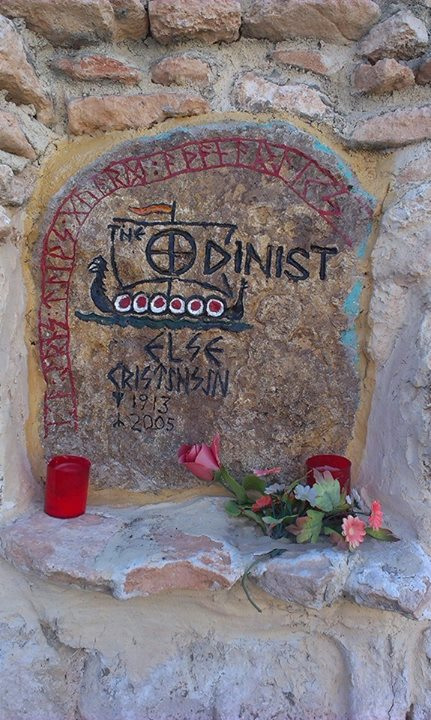
Memorial a Else Christensen. Templo de la Comunidad Odinista de España-Ásatrú en Albacete.

Else Christensen (1913–2005), también conocida como la Folk Mother (Madre Folk), fue una figura prominente danesa en el renacimiento del odinismo y del Ásatrú tras la Segunda Guerra Mundial. 
Else Ochsner nació en Esbjerg, Dinamarca, en 1913 y conoció a su marido Alex en 1937. Ambos fueron activistas sindicales antes de la guerra y en consecuencia fueron investigados por las tropas de ocupación nazis. Un informador los denunció a la Gestapo bajo la acusación de disponer de armamento y munición, así como de estar involucrados con la resistencia antinazi en la clandestinidad. Fueron liberados por falta de pruebas. No obstante, al poco de acabar la guerra, Alex estuvo seis meses recluido en un campo de concentración en las afueras de Elsinor por su evidente afiliación sindical. 
Después de la guerra, los Christensen emigraron a Canadá. A principios de la década de 1960 tuvieron constancia de un protoodinista llamado Alexander Rud Mills, quien había organizado un grupo odinista en Australia y había escrito un pequeño libro llamado La llamada de nuestra vieja religión nórdica.
En 1969, Else y su marido fundaron un grupo llamado The Odinist Study Group (Grupo de Estudios Odinistas) que más tarde se convertiría en The Odinist Fellowship (La Hermandad Odinista). Alex murió en 1971, y Else continuó con el trabajo, trasladándose a los Estados Unidos. Else publicó un informativo llamado The Odinist (El Odinista) durante muchos años. 

## Trabajo
Christensen fue uno de los principales motores del neopaganismo germánico en la era moderna, solo precedido en la década de 1930 por el pionero australiano, Alexander Rud Mills, cuyos escritos eran frecuentemente citados en El Odinista.
Sus escritos influenciaron enormemente a muchos de sus contemporáneos, como los grupos Asatru Folk Assembly, Ásatrú Alliance, Odinic Rite y Comunidad Odinista de España-Ásatrú. Christensen es probablemente más conocida por conseguir que el Odinismo y Ásatrú fueran reconocidos por el sistema de prisiones de los Estados Unidos, así como su red epistolar y campañas de carteo. Else se dedicó durante años a editar, imprimir y grapar ella misma su informativo cuando era el único vínculo para la dispersa comunidad odinista a lo largo y ancho de Norteamérica y del mundo.
Else Christensen tuvo una gran importancia sobre la formación del neopaganismo en España, al reconocer dentro de la ortodoxia odinista al grupo Círculo Odinista Español, que daría lugar a la Comunidad Odinista de España-Ásatrú, que fue inscrita en el registro general de confesiones religiosas del Ministerio de Justícia en 2010, es decir, el pleno reconocimiento e igualdad con el resto de las confesiones reconocidas por el Estado español. Else era reconocida por sus seguidores en España como «Madre Folk». El día de su muerte es día de culto oficial dentro de la religión odinista en España.
Se recuerda a Else por ayudar a muchos exconvictos odinistas y ásatruar como miembros reintegrados en la sociedad y cientos de presidiarios que se sumaron a las filas del Ásatrú. La misma Christensen estuvo después recluida 36 meses en una prisión federal convicta por posesión de narcóticos vinculada a presidiarios, alegando siempre que había sido manipulada como «mulera» sin conocimiento. Christensen era una ciudadana canadiense, y tras su paso por la prisión, estuvo sin transporte, sin hogar y en la indigencia más absoluta durante un tiempo.
La comunidad Ásatrú hizo campaña de recogida de recursos y consiguió llevarla de regreso a la Columbia Británica. Ella retomó su compromiso con La Hermandad Odinista y siguió publicando The Odinist, ahora como boletín Midgard Page (Página de Midgard). En 2005, cuando ya contaba 91 años de edad, se retiró de la dirección de la organización y unos días más tarde murió el 5 de mayo.

## Controversia

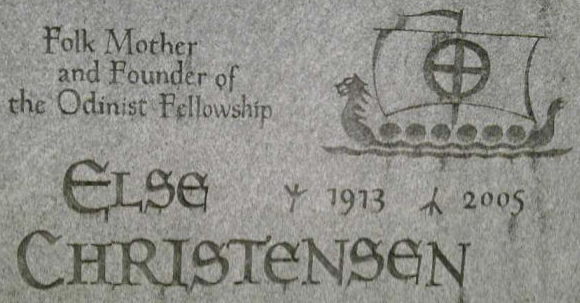
Detalle del sepulcro de Else Christensen

Los críticos de su obra acusaron a Christensen de hacer proselitismo del nacionalsocialismo. No obstante, en sus propios escritos se puede constatar que en realidad se alineaba políticamente con el anarcosindicalismo de su juventud. Idealizó un comunitarismo descentralizado folkish con fuerte énfasis en la raza, conciencia ecológica y regreso del paganismo a un movimiento de la tierra.
Hay que incidir, no obstante, en que la mayoría de comunidades folkish que basan su fe en el Neopaganismo germánico, evitan claramente la afiliación y contacto con grupos neonazis y de supremacía racial blanca, aunque a veces las líneas se diluyen y enturbian por terminología y semántica.
En 1986 durante un intercambio con Ben Klassen, quien buscaba material de investigación para su libro A Revolution of Values Through Religion (Revolución de valores por la religión), Christensen escribió:
Es nuestro destino haber nacido en un momento de la historia donde muere el presente periodo cultural; posiblemente todavía necesitará algunos siglos para el colapso definitivo. Lo nuevo no ha nacido todavía, pero espero y creo que estamos construyendo desde las raíces la base para la fundación de algo que será el germen del concepto de moral religiosa/filosófica que construiremos. Será étnico, singular, seguro de sí mismo y orgulloso de sus orígenes.
Klassen consideró el concepto de Christensen y el Odinismo como incompatible y contraproducente al concepto que él mismo tenía de la supremacía blanca, fundamentalmente por su agenda anticristiana, y afirmó: 
No se puede esperar de una forma razonable que una religión que fue vencida por el impacto judeocristiano hace 1000 años pueda volver a retomar las riendas ahora, en condiciones mil veces más adversas.
Klassen fundó en 1973 la Iglesia del Creador (COTC), de matiz fundamentalista cristiano. Su frenética actividad cristiana marcaría sus críticas hacia Else Christensen, que no hicieron más que confirmar que esta nunca apoyó ningún tipo de racismo, sino la recuperación del acervo religioso y cultural del pueblo indoeuropeo, en contra del judeocristianismo que Nietzsche definió como «la infección oriental».